# Sedirea subparishii
Sedirea subparishii là một loài thực vật có hoa trong họ Lan. Loài này được (Z.H.Tsi) Christenson miêu tả khoa học đầu tiên năm 1985.